# Akitsugu Konno
Akitsugu Konno (jap. 金野昭次, Konno Akitsugu, ur. 1 września 1944 w Sapporo, zm. 5 września 2019) – japoński skoczek narciarski, srebrny medalista olimpijski z 1972.

## Kariera
W 1968 wziął udział w igrzyskach olimpijskich w Grenoble, zajmując 20. miejsce na dużej skoczni oraz 24. miejsce na mniejszym obiekcie. 
Swój największy sukces osiągnął cztery lata później, podczas igrzysk w Sapporo, gdzie wywalczył srebrny medal na skoczni normalnej. Wyprzedził go tylko jego rodak Yukio Kasaya, a trzecie miejsce zajął kolejny Japończyk – Seiji Aochi. Na tych samych igrzyskach zajął także 12. miejsce na dużej skoczni.

## Igrzyska olimpijskie
| Miejsce | Dzień     | Rok  | Miejscowość | Konkurs                         | Wynik     | Strata   | Zwycięzca          |
| ------- | --------- | ---- | ----------- | ------------------------------- | --------- | -------- | ------------------ |
| 24.     | 11 lutego | 1968 | Grenoble    | Skocznia normalna indywidualnie | 196,3 pkt | 20,2 pkt | Jiří Raška         |
| 20.     | 18 lutego | 1968 | Grenoble    | Skocznia duża indywidualnie     | 191,1 pkt | 40,2 pkt | Władimir Biełousow |
| 2.      | 6 lutego  | 1972 | Sapporo     | Skocznia normalna indywidualnie | 234,8 pkt | 9,4 pkt  | Yukio Kasaya       |
| 12.     | 11 lutego | 1972 | Sapporo     | Skocznia duża indywidualnie     | 199,1 pkt | 20,8 pkt | Wojciech Fortuna   |